# James Terry Steib
James Terry Steib (Vacherie, 17 maggio 1940) è un vescovo cattolico statunitense, dal 23 agosto 2016 vescovo emerito di Memphis.

## Biografia
Monsignor James Terry Steib è nato a Vacherie, in Louisiana, il 17 maggio 1940. È il primo dei cinque figli di Rosemond Steib e Vivian (nata Jones). Da giovane lavorò al fianco di suo padre nei campi di canna da zucchero della Louisiana. È afroamericano.

### Formazione e ministero sacerdotale
Ha studiato al seminario verbita "Sant'Agostino" di Bay St. Louis, in Mississippi, dal 1953 al 1957. Nel 1961 si è diplomato al seminario verbita di Conesus, New York. Nel 1963 ha completato gli studi filosofici al seminario verbita di Techny, in Illinois, e nel 1967 ha conseguito la laurea in teologia nel seminario verbita di Bay St. Louis.
Il 6 gennaio 1967 è stato ordinato presbitero per la Società del Verbo Divino. Fino al 1969 ha lavorato come assistente decano degli studenti del seminario verbita di Bay St. Louis. È stato professore al Saint Stanislaus College, un liceo cattolico di Bay St. Louis, dal 1967 al 1976. Nel 1973 ha conseguito un Master of Arts in orientamento e counseling presso la Xavier University of Louisiana. Nel 1976 è stato eletto per il primo di tre mandati come superiore provinciale della provincia meridionale del suo ordine. È stato anche vicepresidente della Conferenza dei superiori maggiori dal 1979 al 1983.

### Ministero episcopale
Il 6 dicembre 1983 papa Giovanni Paolo II lo ha nominato vescovo ausiliare di Saint Louis e titolare di Fallaba. Ha ricevuto l'ordinazione episcopale il 10 febbraio successivo dall'arcivescovo metropolita di Saint Louis John Lawrence May, co-consacranti i vescovi ausiliari George Joseph Gottwald e Charles Roman Koester.
Il 24 marzo 1993 papa Giovanni Paolo II lo ha nominato vescovo di Memphis. Ha preso possesso della diocesi il 5 maggio successivo.
Durante le elezioni presidenziali del 2008 ha dichiarato: "Non possiamo essere un popolo con un solo problema. [...] Se la nostra coscienza è ben formata, allora faremo le scelte giuste per i candidati che potrebbero non appoggiare la posizione della Chiesa in ogni caso".
Nel gennaio del 2012 ha compiuto la visita ad limina.
Il 23 agosto 2016 papa Francesco ha accettato la sua rinuncia al governo pastorale della diocesi per raggiunti limiti di età.

## Genealogia episcopale
La genealogia episcopale è:
- Cardinale Scipione Rebiba
- Cardinale Giulio Antonio Santori
- Cardinale Girolamo Bernerio, O.P.
- Arcivescovo Galeazzo Sanvitale
- Cardinale Ludovico Ludovisi
- Cardinale Luigi Caetani
- Cardinale Ulderico Carpegna
- Cardinale Paluzzo Paluzzi Altieri degli Albertoni
- Papa Benedetto XIII
- Papa Benedetto XIV
- Cardinale Enrico Enriquez
- Arcivescovo Manuel Quintano Bonifaz
- Cardinale Buenaventura Córdoba Espinosa de la Cerda
- Cardinale Giuseppe Maria Doria Pamphilj
- Papa Pio VIII
- Papa Pio IX
- Cardinale Raffaele Monaco La Valletta
- Cardinale Diomede Angelo Raffaele Gennaro Falconio, O.F.M.Ref.
- Vescovo Joseph Chartrand
- Cardinale Joseph Elmer Ritter
- Cardinale John Patrick Cody
- Arcivescovo John Lawrence May
- Vescovo James Terry Steib, S.V.D.